# Schetbé roux
Schetba rufa
Genre
Espèce
Statut de conservation UICN

 LC  : Préoccupation mineure
Le Schetbé roux (Schetba rufa), également appelée artamie rousse ou vanga-roux, est une espèce de passereau appartenant à la famille des Vangidae.

## Répartition
Cet oiseau vit à Madagascar : la sous-espèce rufa est distribuée à l'est depuis Andapa jusqu'à Tolagnaro (commune dans la moitié septentrionale et peu commune dans la méridionale) tandis que la sous-espèce occidentalis est présente à l'ouest depuis la forêt de l'Ankarafantsika jusqu'à Sakaraha (assez commune).